# نقيب أركان
نقيب الأركان (بالإنجليزية: staff captain، أي "قائد الأركان")، وفي سلاح الفرسان يُسمى أيضًا ("قائد فرسان الأركان" أو "قائد سلاح الفرسان في الأركان")، أو (نقيب ملازم)، هي رتبة عسكرية تاريخية في الجيش البروسي. تقع رتبة "نقيب الأركان" بين رتبة "الملازم الأول" (الذي عُرف لاحقًا باسم أوبرليوتنانت – Oberleutnant) و"النقيب/قائد السَريّة" في الجيش البروسي، وبين رتبة "بوروشيك" (poruchik) و"النقيب" في الجيش الروسي.
كان حاملو هذه الرتبة يقومون مقام النقيب الفعلي وقائد السرية في حال غيابه، وغالبًا ما كانوا يتولون قيادة السرية فعليًا لفترات طويلة، خاصة إذا لم يُبدِ النقيب (الذي يكون في العادة من طبقة النبلاء) اهتمامًا بقيادة السرية، رغم أنه كان يحتفظ برتبته ومكانته وزيه الرسمي.

في جيش فريدريك العظيم، كان رؤساء الأفواج، والعقداء، وضباط الأركان، وقادة السرايا، ومن هم في رتب مماثلة، يُمنحون مرتبة أعلى بكثير من "نقباء الأركان" الذين كانوا يتولون فعليًا قيادة السرايا. ومن هذا التفاوت في المكانة والمهام نشأ لاحقًا فرق في الرواتب بين فئتين من رتبة النقيب: "نقباء من الدرجة الأولى" و"نقباء من الدرجة الثانية".